# Liste der Fahrzeuge und Rekorde von M. und D. Campbell

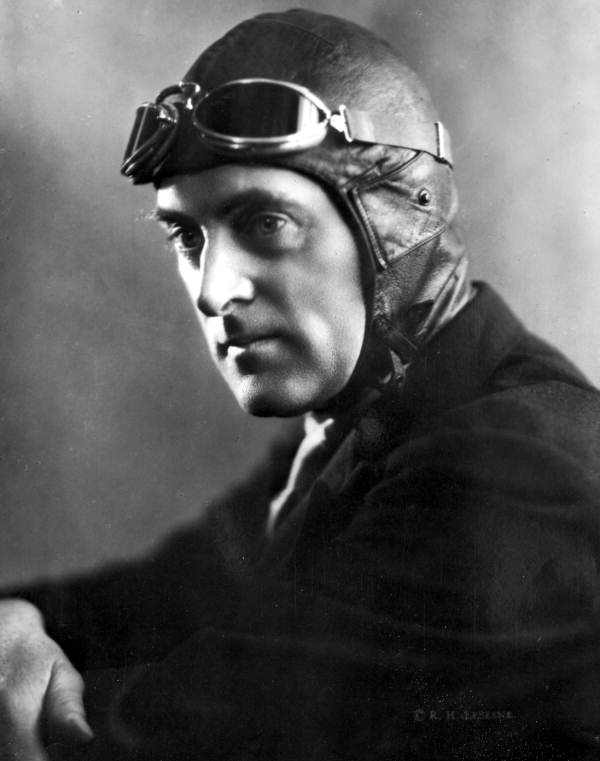
Malcolm Campbell

Donald Campbell

Malcolm Campbell (1885–1948) und sein Sohn Donald Campbell (1921–1967) waren zwei britische Automobil- und Motorboot-Rennfahrer, die mehrere absolute Weltrekorde zu Wasser und zu Land aufstellten. Hier eine kurze tabellarische Übersicht über die eingesetzten Fahrzeuge und die damit erzielten Rekorde.

## Der Name
Der Name der Fahrzeuge geht auf Donalds Vater Malcolm zurück und bezieht sich auf einen als Hüttensänger (engl. Name „Bluebird“) bekannten Sperlingsvogel. Campbell senior taufte bereits in den 1920er Jahren einen seiner Darracq-Rennwagen auf diesen Namen und lackierte ihn azurblau, nachdem er ein gleichnamiges Theaterstück von Maurice Maeterlinck gesehen hatte. Im Jahr 1925 fuhr er auch einen Itala bei einem Rennen in Brooklands, bei dem der Namen „The Blue Bird“ auf der Motorhaube aufgemalt war.

## „Blue Bird“ oder „Bluebird“
Malcolm Campbell nannte seine Fahrzeuge „Blue Bird“ (zwei Wörter), Donald hingegen „Bluebird“ (zusammengeschrieben), auch um die zahlreichen Fahrzeuge der beiden einfacher zuordnen zu können. So begann das Rekordboot K4 „sein Leben“ also als Malcolms „Blue Bird“, aber als Donald 1949 nach dem Tod seines Vaters das Boot weiterbenutzte, benannte er es in „Bluebird“ um.

## „Durchnummerierung“
Zumindest von Malcolm Campbell ist bekannt, dass er die Bezeichnung seiner Fahrzeuge nach Nummern weder führte noch befürwortete. Für ihn waren die „Maschinen“ schlicht „the car“ oder „the boat“.
Die „K“-Bezeichnung der Boote wurde aus der Ratingregistrierung von Lloyd’s abgeleitet. Sie war in einem auffälligen weißen Kreis unter dem Unendlichzeichen auf dem Rumpf aufgemalt. Zum Beispiel war Blue Bird K3 das dritte Boot, das bei Lloyds in der Unlimited-Serie registriert wurde.

## Die Fahrzeuge
| Jahr          | Name                                  | Alternativer Name | Bild                              | Art             | Fahrer                           | Antrieb                                                                    | Anzahl der Rekorde         |
| ------------- | ------------------------------------- | ----------------- | --------------------------------- | --------------- | -------------------------------- | -------------------------------------------------------------------------- | -------------------------- |
| 1924 bis 1925 | Sunbeam 350HP Blue Bird               | Blue Bird I       |                                   | Automobil       | Malcolm Campbell                 | Verbrennungsmotor V12 Sunbeam 350HP                                        | 2                          |
| 1927          | Campbell-Napier Blue Bird             | Blue Bird II      | Opel RAK2 im Technikmuseum Speyer | Automobil       | Malcolm Campbell                 | Verbrennungsmotor W12 Napier Lion                                          | 2                          |
| 1928 bis 1929 | Campbell-Napier-Arrol-Aster Blue Bird | Blue Bird III     | Opel RAK2 im Technikmuseum Speyer | Automobil       | Malcolm Campbell                 | Verbrennungsmotor W12 Napier Lion                                          | 1                          |
| 1931 bis 1932 | Campbell Napier-Railton Blue Bird     | Blue Bird IV      | Opel RAK2 im Technikmuseum Speyer | Automobil       | Malcolm Campbell                 | Verbrennungsmotor W12 Napier sprint Lion VII Schneider Cup aircraft engine | 2                          |
| 1933 bis 1935 | Campbell-Railton Blue Bird            | Blue Bird V       | Opel RAK2 im Technikmuseum Speyer | Automobil       | Malcolm Campbell                 | Flugmotor V12 Rolls-Royce R                                                | 3                          |
| 1937 bis 1938 | Blue Bird K3                          |                   |                                   | Boot            | Malcolm Campbell                 | Rolls-Royce R                                                              | 2                          |
| 1939 bis…     | Blue Bird K4                          | Bluebird K4       |                                   | Boot            | Malcolm Campbell Donald Campbell | Rolls-Royce R                                                              | 1                          |
| 1955 bis 1964 | Bluebird K7                           |                   |                                   | Boot            | Donald Campbell                  | Metropolitan-Vickers Beryl Triebwerk Bristol Siddeley Orpheus-Triebwerk    | 7                          |
| 1964          | Bluebird CN7                          |                   | Opel RAK2 im Technikmuseum Speyer | Automobil       | Donald Campbell                  | Bristol-Siddeley Proteus 705-Gasturbine                                    | 1                          |
| 1965          | Bluebird Mach 1.1                     | Bluebird CMN-8    | Opel RAK2 im Technikmuseum Speyer | Raketenfahrzeug | – – –                            | 2 Raketentriebwerke Bristol Siddeley BS.605. (plus JATO)                   | nicht realisiertes Projekt |

## Die Rekorde
| Jahr | Datum         | Ort                   | Land | Typ       | Fahrer           | Name                              | Durchschnitts- geschwindigkeit über 1 km | Durchschnitts- geschwindigkeit über 1 km | Durchschnitts- geschwindigkeit über 1 mi | Durchschnitts- geschwindigkeit über 1 mi |
| 1924 | 25. September | Pendine Sands         | GBR  | Automobil | Malcolm Campbell | Sunbeam 350HP Blue Bird           | 146,15 mph                               | 235,21 km/h                              | 146,16 mph                               | 235,22 km/h                              |
| 1925 | 21. Juli      | Pendine Sands         | GBR  | Automobil | Malcolm Campbell | Sunbeam 350HP Blue Bird           | 150,86 mph                               | 242,79 km/h                              | 150,76 mph                               | 242,62 km/h                              |
| 1927 | 4. Februar    | Pendine Sands         | GBR  | Automobil | Malcolm Campbell | Campbell-Napier Blue Bird         | 174,88 mph                               | 281,44 km/h                              | 174,22 mph                               | 280,38 km/h                              |
| 1928 | 19. Februar   | Daytona Beach         | USA  | Automobil | Malcolm Campbell | Campbell-Napier Blue Bird         | —                                        | —                                        | 206,95 mph                               | 333,05 km/h                              |
| 1931 | 5. Februar    | Daytona Beach         | USA  | Automobil | Malcolm Campbell | Campbell Napier-Railton Blue Bird | 246,08 mph                               | 396,03 km/h                              | 245,73 mph                               | 395,46 km/h                              |
| 1932 | 24. Februar   | Daytona Beach         | USA  | Automobil | Malcolm Campbell | Campbell Napier-Railton Blue Bird | 251,34 mph                               | 404,49 km/h                              | 253,96 mph                               | 408,71 km/h                              |
| 1933 | 22. Februar   | Daytona Beach         | USA  | Automobil | Malcolm Campbell | Campbell-Railton Blue Bird        | 272,46 mph                               | 438,48 km/h                              | 272,10 mph                               | 437,90 km/h                              |
| 1935 | 7. März       | Daytona Beach         | USA  | Automobil | Malcolm Campbell | Campbell-Railton Blue Bird        | 276,16 mph                               | 444,44 km/h                              | 276,71 mph                               | 445,32 km/h                              |
| 1935 | 3. September  | Bonneville Salt Flats | USA  | Automobil | Malcolm Campbell | Campbell-Railton Blue Bird        | —                                        | —                                        | 301,13 mph                               | 484,62 km/h                              |
| 1937 | 1. September  | Lago Maggiore         | ITA  | Boot      | Malcolm Campbell | Blue Bird K3                      | 126,32 mph                               | 203,29 km/h                              | —                                        | —                                        |
| 1937 | 2. September  | Lago Maggiore         | ITA  | Boot      | Malcolm Campbell | Blue Bird K3                      | 129,50 mph                               | 208,41 km/h                              | —                                        | —                                        |
| 1938 | 17. September | Hallwilersee          | SUI  | Boot      | Malcolm Campbell | Blue Bird K3                      | 130,91 mph                               | 210,66 km/h                              | —                                        | —                                        |
| 1939 | 19. August    | Coniston Water        | GBR  | Boot      | Malcolm Campbell | Blue Bird K4                      | 141,74 mph                               | 228,11 km/h                              | —                                        | —                                        |
| 1955 | 23. Juli      | Ullswater             | GBR  | Boot      | Donald Campbell  | Bluebird K7                       | 202,32 mph                               | 325,60 km/h                              | —                                        | —                                        |
| 1955 | 6. November   | Lake Mead             | GBR  | Boot      | Donald Campbell  | Bluebird K7                       | 216,20 mph                               | 347,94 km/h                              | —                                        | —                                        |
| 1956 | 19. September | Coniston Water        | GBR  | Boot      | Donald Campbell  | Bluebird K7                       | 225,63 mph                               | 363,12 km/h                              | —                                        | —                                        |
| 1957 | 7. November   | Coniston Water        | GBR  | Boot      | Donald Campbell  | Bluebird K7                       | 239,07 mph                               | 384,75 km/h                              | —                                        | —                                        |
| 1958 | 10. November  | Coniston Water        | GBR  | Boot      | Donald Campbell  | Bluebird K7                       | 248,62 mph                               | 400,12 km/h                              | —                                        | —                                        |
| 1959 | 14. Mai       | Coniston Water        | GBR  | Boot      | Donald Campbell  | Bluebird K7                       | 260,35 mph                               | 418,99 km/h                              | —                                        | —                                        |
| 1964 | 17. Juli      | Lake Eyre             | AUS  | Automobil | Donald Campbell  | Bluebird CN 7                     | —                                        | —                                        | 403,10 mph                               | 648,73 km/h                              |
| 1964 | 31. Dezember  | Lake Dumbleyung       | AUS  | Boot      | Donald Campbell  | Bluebird K7                       | 276,33 mph                               | 444,71 km/h                              | —                                        | —                                        |